# Hugues Dauphin
Pour les articles homonymes, voir Hugues de La Tour du Pin.
Hugues de La Tour et de Coligny, dit Hugues Dauphin, parfois Hugues de Faucigny (en latin Hugo Delphinus, dominus de Fucigniaco), mort en 1321, est un cadet de la famille de La Tour du Pin, héritier du titre de dauphin de Viennois, et fait baron de Faucigny.

## Biographie

### Origine
La date de naissance d'Hugues de La Tour n'est pas connue. Le site de généalogie de la Foundation for Medieval Genealogy (FMG) considère qu'il serait né avant l'année 1285. Il est le fils d'Humbert de La Tour du Pin et d'Anne de Viennois,. Anne de Viennois ou d'Albon est la fille du dauphin de Viennois Guigues VII et de Béatrice de Faucigny,. Elle apporte le titre de dauphin de Viennois, à la mort de son frère, en 1282.

### Seigneur de Faucigny
En janvier 1304 (le site FMG donne l'année 1303), la Grande dauphine Béatrice, sa grand-mère, lui lègue la majeure partie du Faucigny, qui forme une sorte d'apanage des dauphins de Viennois,. Béatrice garde cependant, jusqu'à sa mort en 1310, le contrôle sur son ancien fief,. Hugues Dauphin porte le titre de baron de ce territoire (B. domina Fucigniaci).
Lorsque le comte Amédée II de Genève entreprend la construction de Château de Gaillard, en juillet 1304, le baron est inquiet, tout comme le comte de Savoie, de voir s'élever sur leur ligne de frontière une telle forteresse,. Afin d'éviter un conflit, Hugues Dauphin fini par prêter serment au comte de Genève, le 27 septembre, à Saconnex. Les deux seigneurs signent un traité de défense mutuelle pour leurs châteaux de Monthoux et le fameux château de Gaillard.
Les tensions entre les Dauphins, les Genève et les Savoie reprennent. L'année suivante, en 1305, une trêve est signée entre les différentes parties, les comtes de Savoie et de Genève, le Dauphin et son fils, le baron, ainsi que Jean Ier de Chalon, beau-père du comte de Genève. Un compromis est trouvé et signé en 1306,. Toutefois, en 1307, un nouvel accord secret est entrepris entre le nouvel évêque de Genève, Aymon de Quart, le comte de Genève, le nouveau Dauphin Jean II et le baron Hugues.
Le conflit s'atténue avec la mort du comte de Genève, son successeur se rapprochant des Savoie. Hugues Dauphin est d'ailleurs l'un des deux exécuteurs testamentaires du comte, avec Jean Ier de Chalon-Arlay, beau-frère du comte,. Dans ce nouveau contexte pacifié de la région, un contrat de mariage en date du 9 septembre 1309, unit à Bonneville, Hugues avec Marie (parfois dite Marie Catherine), fille du comte de Savoie Amédée V,,. Ils n'ont pas d'enfants,.
Hugues Dauphin accorde le 4 mai 1310 une charte de franchises à la ville de Cluses.
La baronnie de Faucigny reste cependant un enjeu majeur entre les différentes puissances voisines. Le 21 janvier 1312, les fils du comte de Savoie, Édouard et Aymon, signent un accord avec le nouveau comte Guillaume III de Genève où ils s'engagent à diviser la baronnie, en cas de mort sans héritier du seigneur Hugues. Au cours de l'année, un proche du baron est assassiné, relançant une nouvelle coalition unissant le Dauphin et le seigneur de Gex contre la Savoie, mais pour laquelle la maison de Genève ne prend pas part. Elle échoue.
Hugues de Faucigny meurt en 1321,. Le site FMG donne mention de l'année 1329. Humbert II, fils cadet de Jean II de Viennois, hérite de la baronnie de Faucigny,.

## Famille
Hugues Dauphin n'a pas d'enfant avec son épouse Marie. Il aurait eu, cependant, trois enfants illégitimes :
- une fille, Béatrix/Béatrice, dite bâtarde de la Tour, attestée par un acte daté de mars 1340, publié dans le Regeste dauphinois (1921) et indiquant « Pierre de Carignan (Carmignan) et sa femme Béatrix, fille bâtarde d'Hugues Dauphin »[17] ;
- Jean, bâtard de Faucigny (mort après le 29 janvier 1347), mentionné par le marquis de Valbonnais (1722), Johanni bastardo de Fucigniaco[18], et dans un acte de mai 1338 publié dans le Regeste dauphinois (1921), « Jean de Faucigny, fils naturel (donalus) de feu Hugues Dauphin, seigneur de Faucigny, jure de prendre comme épouse Marguerite, fille de Hugues de Cizerin l'ancien »[19] ;
- Alisia (morte après le 6 juillet 1345), mentionnée dans un acte de juillet 1345 publié dans le Regeste dauphinois (1921) : « par Alisia, fille naturelle (donala) de son oncle Hugues Dauphin, seigneur de Faucigny »[20].